# HSG Römerwall
Die Handballspielgemeinschaft Römerwall Bad Hönningen/Rheinbrohl e. V. ist ein deutscher Sportverein aus der rheinland-pfälzischen Stadt Bad Hönningen.
Der Verein ist überregional durch die erste Herren-Handballmannschaft bekannt, die in der Saison 2003/2004 letztmals im Profibereich, in der 2. Handball-Bundesliga spielte.

## Geschichte

### Vorläufer
Die HSG Römerwall geht auf die Deutschen Jugendkraft Rheinbrohl (DJK) zurück, als die der Verein am 26. Januar 1932 gegründet wurde. Der junge Verein wurde 1934 in seinem Bestand jedoch so gefährdet, dass der Vorstand beschloss, den damaligen Machthabern zuvorzukommen und die DJK wieder aufzulösen – mit dem Gedanken auf eine möglichst hoffnungsreichere Zukunft. Diese begann dann 21 Jahre später, als nämlich 1955 der damalige Kaplan Johanny die DJK erneut ins Leben rief.
Aus der nun neu gegründeten DJK Rheinbrohl entwickelte sich schnell eine stabile Handballabteilung. In der Saison 1958/1959 beteiligten sich die Handballer mit einer Seniorenmannschaft und einer A-Jugendmannschaft an den Meisterschaften.
Im Jahre 1956 nahm innerhalb der DJK Bad Hönningen ebenfalls eine Männermannschaft den Spielbetrieb auf, die sich 1960 dem Turnverein anschloss, bis 1968 der BSC Bad Hönningen als eigenständiger Handballverein gegründet wurde.

### Rapider Aufschwung Ende der 1960er Jahre
Die Handballvereine der beiden Orte standen in starker sportlicher Konkurrenz und kämpften zeitweise gleichzeitig in der Landesliga um Punkte. Insbesondere nachdem der Handball durch den Bau der Römerwallsporthalle in Rheinbrohl bzw. kurze Zeit später durch den Bau der Mehrzweckhalle Bad Hönningen einen rapiden Aufschwung nahm. Bei der DJK Rheinbrohl wurde dieser Aufschwung durch die Bildung einer Damenabteilung im Jahre 1969 nachhaltig unterstrichen.
Der Wettbewerb unter den benachbarten Vereinen gipfelte schließlich darin, dass sich die beiden ersten Herrenmannschaften den Aufstieg in die Oberliga gegenseitig verbauten. Aber unter den Verantwortlichen fand sich schnell eine gemeinsame Basis und 1975 bildete man eine Handballspielgemeinschaft mit dem Namen „HSG Römerwall“, die am 1. März 1975 mit insgesamt 14 Mannschaften den Spielbetrieb aufnahm.
Auf Anhieb gelang der Aufstieg in die Oberliga; 1981 sogar ein einjähriges Intermezzo in der Regionalliga. In den folgenden 14 Oberligajahren wurden stets vordere Plätze in der Abschlusstabelle belegt.
Der längerfristige Aufstieg gelang dann im Jahr 1995. Nachdem die Mannschaft den Klassenverbleib in der Saison 1995/96 geschafft hatte, konnte man sich viermal in Folge für die Aufstiegsrunde zur zweiten Bundesliga qualifizieren.
Am 12. Mai 2001 feierte die HSG Römerwall die westdeutsche Meisterschaft, die dem Verein zugleich das Aufstiegsrecht in die zweite Bundesliga bescherte. Römerwall stieg nach einer Saison wieder ab. Dem erneuten Aufstieg in die zweite Bundesliga 2003 folgte wiederum der Abstieg in die Regionalliga Südwest.

### Neustart 2007
Der Verein entschloss sich 2007 zu einem Neustart, zog das Regionalligateam zurück und machte die in der Verbandsliga spielende Reserve zur neuen 1. Herrenmannschaft.
Nach elf Jahren in der Verbandsliga Ost gelang 2018 mit der Meisterschaft der Aufstieg in die Rheinlandliga.
In der Saison 2023/24 trat der HSG Römerwall mit zwei Herren-, einer Damen- und vier Jugendmannschaften an.

## Saisondaten seit 1981
| Saison  | Spielklasse                            | Platz | Sp. | Tore     | Diff. | Punkte |
| ------- | -------------------------------------- | ----- | --- | -------- | ----- | ------ |
| 1981/82 | Handball-Regionalliga West Staffel Süd | 11    | 22  | 414:500  | −86   | 10:34  |
| 1982/83 | Handball-Oberliga Rheinland            | 6     | 24  | 471:420  | +51   | 30:18  |
| 1995/96 | Handball-Regionalliga West Staffel Süd | 10    | 22  | 459:499  | −40   | 16:28  |
| 1996/97 | Handball-Regionalliga West Staffel Süd | 3     | 22  | 553:504  | +49   | 27:17  |
| 1997/98 | Handball-Regionalliga West Staffel Süd | 4     | 26  | 691:658  | +33   | 30:22  |
| 1998/99 | Handball-Regionalliga West Staffel Süd | 4     | 26  | 659:591  | +68   | 34:18  |
| 1999/00 | Handball-Regionalliga West Staffel Süd | 3     | 26  | 687:616  | +71   | 40:12  |
| 2000/01 | Handball-Regionalliga West             | 1     | 30  | 819:682  | +137  | 51:9   |
| 2001/02 | 2. Bundesliga Süd                      | 18    | 34  | 823:956  | −133  | 10:58  |
| 2002/03 | Handball-Regionalliga West             | 1     | 28  | 876:681  | +195  | 47:9   |
| 2003/04 | 2. Bundesliga Süd                      | 17    | 34  | 890:1012 | −122  | 16:52  |
| 2004/05 | Handball-Regionalliga Südwest          | 8     | 30  | 878:886  | −8    | 30:30  |
| 2005/06 | Handball-Regionalliga Südwest          | 3     | 28  | 926:869  | +57   | 36:20  |
| 2006/07 | Handball-Regionalliga Südwest          | 9     | 28  | 887:895  | −8    | 27:29  |
| 2007/08 | Verbandsliga Ost                       | 5     | 20  | 521:517  | +4    | 19:21  |
| 2008/09 | Verbandsliga Ost                       | 6     | 22  | 542:554  | −12   | 24:20  |
| 2009/10 | Verbandsliga Ost                       | 5     | 22  | 609:568  | +41   | 22:22  |
| 2010/11 | Verbandsliga Ost                       | 8     | 22  | 542:573  | −31   | 19:25  |
| 2011/12 | Verbandsliga Ost                       | 7     | 20  | 495:510  | −15   | 17:23  |
| 2012/13 | Verbandsliga Ost                       | 5     | 22  | 662:607  | +55   | 27:17  |
| 2013/14 | Verbandsliga Ost                       | 3     | 22  | 682:576  | +106  | 33:11  |
| 2014/15 | Verbandsliga Ost                       | 7     | 22  | 549:552  | −3    | 23:21  |
| 2015/16 | Verbandsliga Ost                       | 3     | 16  | 422:385  | +37   | 23:9   |
| 2016/17 | Verbandsliga Ost                       | 3     | 20  | 576:510  | +66   | 30:10  |
| 2017/18 | Verbandsliga Ost                       | 1     | 20  | 612:447  | +165  | 37:3   |
| 2018/19 | Rheinlandliga                          | 11    | 24  | 612:709  | −97   | 14:34  |
| 2019/20 | Rheinlandliga                          | 9     | 17  | 472:484  | −12   | 12:22  |
| 2020/21 | Rheinlandliga (Saisonabbruch)          | –     | 0   | 0:0      | 0     | 0:0    |
| 2021/22 | Rheinlandliga                          | 3     | 18  | 518:494  | +24   | 24:12  |
| 2022/23 | Rheinlandliga                          | 8     | 22  | 600:646  | −46   | 17:27  |

|  | Aufstieg |
|  | Abstieg  |